# Charlie Musselwhite
Charles Douglas Musselwhite (31 de janeiro de 1944) é um gaitista e líder de banda de blues americano que ganhou destaque, junto com Mike Bloomfield, Paul Butterfield e Elvin Bishop, como uma figura central em ajudar a reviver o movimento Chicago Blues da década de 1960. Ele tem sido frequentemente identificado como um "bluesman branco".
Musselwhite foi supostamente a inspiração para Elwood Blues, o personagem interpretado por Dan Aykroyd no filme de 1980, The Blues Brothers.

## Biografia
Musselwhite, cujo pai e avô paterno também se chamavam Charlie Musselwhite, nasceu em Kosciusko, Mississippi. Originalmente alegando ser parcialmente descendente de Choctaw, em uma entrevista de 2005 ele disse que sua mãe havia contado a ele que era descendente distante de Cherokee. Sua família considerou um dom natural tocar música. Seu pai tocava violão e gaita, sua mãe tocava piano.
Aos três anos, o músico se mudou para Memphis, Tennessee. Quando ele era adolescente, Memphis viveu o período em que o rockabilly, o western swing e o blues elétrico se combinavam para dar origem ao rock and roll. Esse período contou com Elvis Presley, Jerry Lee Lewis, Johnny Cash e músicos menos conhecidos como Furry Lewis e Johnny Burnette. Musselwhite se sustentava cavando valas, colocando concreto e usando luar em um automóvel Lincoln 1950. Esse ambiente foi uma escola de música e também de vida para Musselwhite, que acabou adquirindo o apelido de Memphis Charlie.
Musselwhite então partiu em busca dos rumores de "empregos fabris bem remunerados" pela "Hillbilly Highway", Highway 51 até Chicago, onde continuou seus estudos no South Side, conhecendo os músicos de blues Muddy Waters, Junior Wells, Sonny Boy Williamson, Buddy Guy, Howlin' Wolf, Little Walter e Big Walter Horton. Musselwhite se aprofundou completamente na carreira musical, ocasionalmente trabalhando na Jazz Record Mart (a loja de discos operada pelo fundador da Delmark Records) e trabalhando como motorista de um exterminador, o que lhe permitiu observe o que estava acontecendo nos clubes e bares da cidade. Ele passava o tempo no Jazz Record Mart, na esquina da State com a Grand, e em um bar próximo, o Mr. Joe's, com os músicos de blues da cidade, e sentando-se com Williams e outros nos clubes, tocando para ganhar gorjetas. Lá ele construiu uma amizade duradoura com John Lee Hooker. Embora Hooker morasse em Detroit, Michigan, os dois se visitavam com frequência, e Hooker serviu como padrinho no terceiro casamento de Musselwhite com sua esposa. Com o passar do tempo, Musselwhite tornou-se conhecido na cidade.
Em 1965, quando trabalhava no Jazz Record Mart, Charlie conheceu o produtor da Vanguard Records, Sam Charters, que o incluiu na trilogia de blues de grande sucesso, Chicago/The Blues/Today! (Volume 3 / VRS 9218), no qual tocou com a lenda da harpa de blues Big Walter Horton's Blues Harp Band. Nessa época, Charters assinou outro contrato com ele que levou à primeira apresentação solo de Musselwhite em 1966, Stand Back! Aí vem a South Side Band de Charley Musselwhite (VSD 79232).
Musslewhite tocou gaita no álbum So Many Roads da Vanguard Records de 1965, de John Hammond.
Com o tempo, Musselwhite liderou sua própria banda de blues e, após o sucesso da Elektra Records com Paul Butterfield, lançou o álbum Stand Back! There comes the Charley Musselwhite Southside Band em 1966 pela Vanguard Records. Ele aproveitou a influência que este álbum lhe deu para se mudar para São Francisco, onde, em vez de ser um dos muitos artistas de blues concorrentes, ele se tornou o rei do blues.

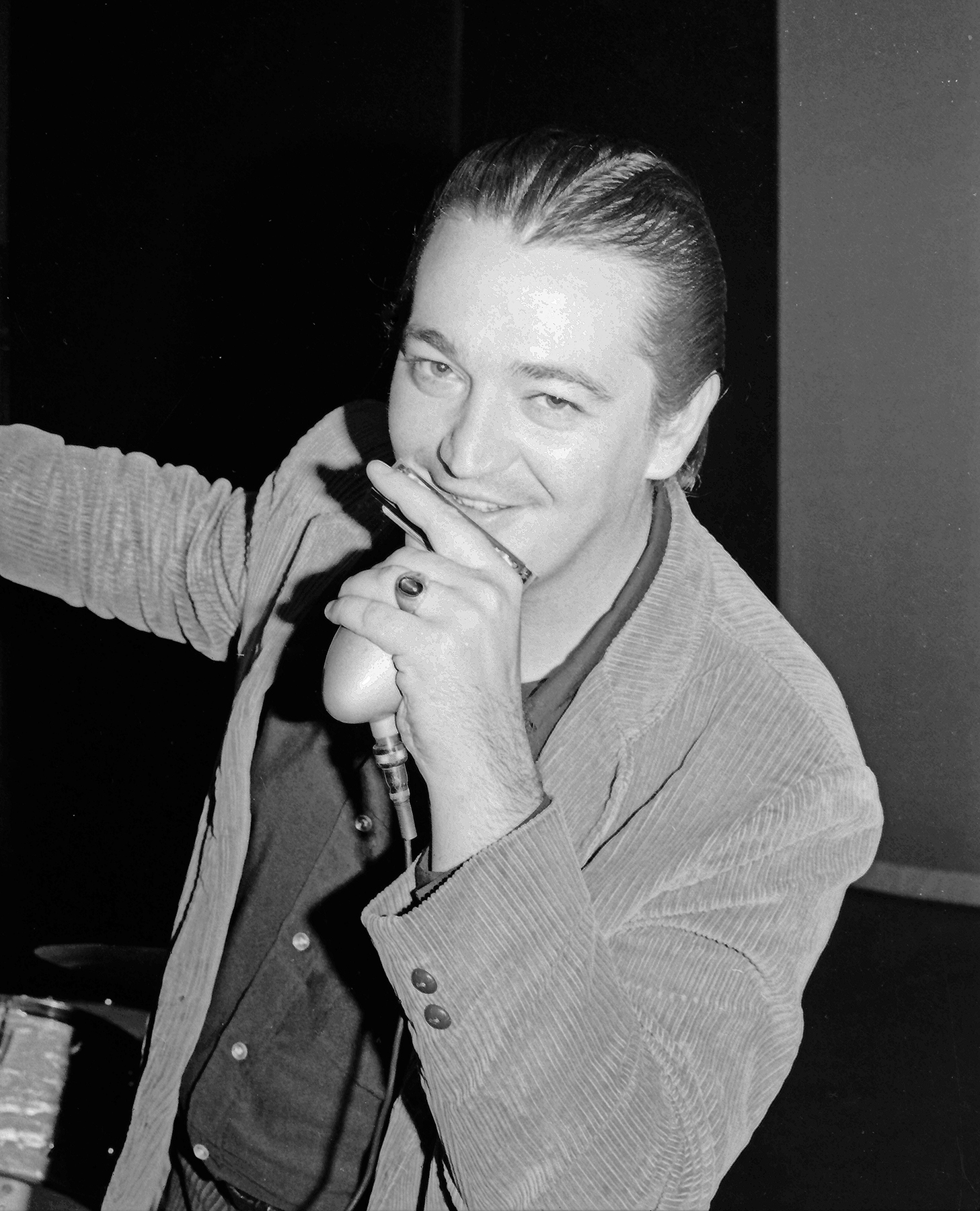
Charlie Musselwhite em 1971 após um show realizado em Minneapolis, Estados Unidos.

Desde então, Musselwhite lançou mais de 20 álbuns e foi convidado em álbuns de muitos outros músicos, como Longing in Their Hearts, de Bonnie Raitt, e Spirit of the Century, dos Blind Boys of Alabama, ambos vencedores do Grammy Awards. Ele também esteve presente em Mule Variations, de Tom Waits, e Suicide Blonde, de INXS.
Em 1979, Musselwhite gravou The Harmonica De acordo com Charlie Musselwhite em Londres para a Kicking Mule Records, destinado a acompanhar um livro de instruções.
Ao longo dos anos, Musselwhite se ramificou em estilo. Sua gravação de 1999, Continental Drifter, é acompanhada por Cuarteto Patria, a contraparte musical cubana do Delta do Mississippi. Por causa de diferenças políticas entre Cuba e os Estados Unidos, o álbum foi gravado em Bergen, Noruega, com a esposa de Musselwhite a lidar com os detalhes.
No primeiro semestre de 2011, Musselwhite fez turnê com a banda de blues acústico-elétrico Hot Tuna. No segundo semestre de 2011, ele saiu em turnê com Cyndi Lauper, tendo tocado gaita em seu álbum de sucesso Memphis Blues. Durante esta turnê, ele apareceu com Lauper no programa de televisão Hootenanny of Jools Holland na véspera de Ano Novo de 2011, apresentando um arranjo modificado da canção de assinatura de Lauper, "Girls Just Wanna Have Fun".
Em 2012, Musselewhite lançou o álbum ao vivo Juke Joint Chapel (gravado no Shack Up Inn em Clarksdale, Mississippi), que foi indicado ao Grammy de Melhor Álbum de Música Blues. Musselwhite também se uniu a Ben Harper para gravar o álbum Get Up!, lançado em janeiro de 2013. Em janeiro de 2014, ganhou o Grammy de Melhor Álbum de Blues.
Em 2014 e 2015, ganhou o Prêmio Blues Music na categoria Melhor Instrumentista – Harmonicista. Na cerimônia do 40º Blues Music Awards em 2019, a composição conjunta de Musselwhite com Ben Harper, "No Mercy In This Land", foi eleita a 'Canção do Ano'. Em 2023, Musselwhite ganhou outro Blues Music Award com o título de 'Álbum Acústico do Ano' por seu LP, Mississippi Son.
Musselwhite interpreta Alvin Reynolds no filme de 2023 Assassinos da Lua das Flores de Martin Scorsese.

## Discografia
- 1967 Stand Back! Here Comes Charley Musselwhite's Southside Band (Vanguard)
- 1968 Stone Blues (Vanguard)
- 1968 Louisiana Fog (Cherry Red Records/Kent Music)[15]
- 1969 Tennessee Woman (Vanguard)
- 1970 Memphis, Tennessee  (Paramount-ABC/MCA)
- 1970 Chicago Blue Stars-Coming Home (Blue Thumb Records)
- 1971 Takin' My Time (Arhoolie)
- 1974 Goin' Back Down South (Arhoolie)
- 1975 Leave The Blues To Us (Capitol)
- 1977 The Cream with John Lee Hooker (Tomato)
- 1978 Times Gettin' Tougher Than Tough (Crystal Clear)
- 1979 The Harmonica According To Charlie Musselwhite (Kicking Mule; later issued on Blind Pig)
- 1982 Curtain Call: Charlie Musselwhite & The Dynatones 'Live' (War Bride-Solid Smoke; later issued on Westside)
- 1984 Where Have All the Good Times Gone? (Blue Rock'it)
- 1986 Mellow-Dee (CrossCut)
- 1988 Cambridge Blues (Blue Horizon)
- 1989 Memphis Charlie (Arhoolie) - compilation
- 1990 Ace Of Harps (Alligator)
- 1991 Signature (Alligator)
- 1993 In My Time (Alligator)
- 1994 The Blues Never Die (Vanguard) - compilation
- 1997 Rough News (Point Black-Virgin/EMI)
- 1999 Continental Drifter (Point Blank-Virgin/EMI)
- 1999 Super Harps (with James Cotton, Billy Branch, Sugar Ray Norcia) (Telarc)
- 1999 Harpin' on a Riff: The Best of Charlie Musselwhite (Music Collection International) - compilation
- 2000 Best of the Vanguard Years (Vanguard) - compilation
- 2000 Up and Down the Highway: Live 1986 (Indigo; reissue of Cambridge Blues)
- 2002 One Night in America (Telarc)
- 2003 Darkest Hour: The Solo Recordings of Charlie Musselwhite (Henrietta Records)
- 2004 Sanctuary (Real World-Narada/EMI)
- 2005 Deluxe Edition (Alligator) - compilation
- 2006 Delta Hardware (Real World-Narada/EMI)
- 2007 Black Snake Moan (Music from the Motion Picture) (New West)
- 2008 Rough Dried: Live at the Triple Door (Henrietta)
- 2010 The Well (Alligator)
- 2012 Juke Joint Chapel [live] (Henrietta)
- 2013 Get Up! (with Ben Harper) (Stax-Concord/UMe)
- 2013 Remembering Little Walter (with various artists, Blind Pig, 2013)
- 2015 I Ain't Lyin'... [live] (Henrietta)
- 2018 No Mercy in This Land (with Ben Harper) (ANTI/Epitaph)[16]
- 2020 100 Years of Blues (with Elvin Bishop) (Alligator Records)[17][18]
- 2022 Mississippi Son (Alligator) [19]